# Hans Drakenberg
Hans Drakenberg (Estocolmo, 4 de febrero de 1901-Malmö, 1 de noviembre de 1982) fue un deportista sueco que compitió en esgrima, especialista en la modalidad de espada.
Participó en los Juegos Olímpicos de Berlín 1936, obteniendo una medalla de plata en la prueba por equipos. Ganó ocho medallas en el Campeonato Mundial de Esgrima entre los años 1933 y 1949.

## Palmarés internacional
| Juegos Olímpicos   | Juegos Olímpicos          | Juegos Olímpicos  | Juegos Olímpicos   |
| Año                | Lugar                     | Medalla           | Prueba             |
| ------------------ | ------------------------- | ----------------- | ------------------ |
| 1936               | Berlín (Alemania)         | Medalla de plata  | Espada por equipos |
| Campeonato Mundial |                           |                   |                    |
| Año                | Lugar                     | Medalla           | Prueba             |
| 1933               | Budapest (Hungría)        | Medalla de bronce | Espada por equipos |
| 1934               | Varsovia (Polonia)        | Medalla de bronce | Espada individual  |
| 1934               | Varsovia (Polonia)        | Medalla de bronce | Espada por equipos |
| 1935               | Lausana (Suiza)           | Medalla de oro    | Espada individual  |
| 1935               | Lausana (Suiza)           | Medalla de plata  | Espada por equipos |
| 1937               | París (Francia)           | Medalla de bronce | Espada por equipos |
| 1938               | Pieštany (Checoslovaquia) | Medalla de plata  | Espada por equipos |
| 1949               | El Cairo (Egipto)         | Medalla de plata  | Espada por equipos |